# Samuel Bowles

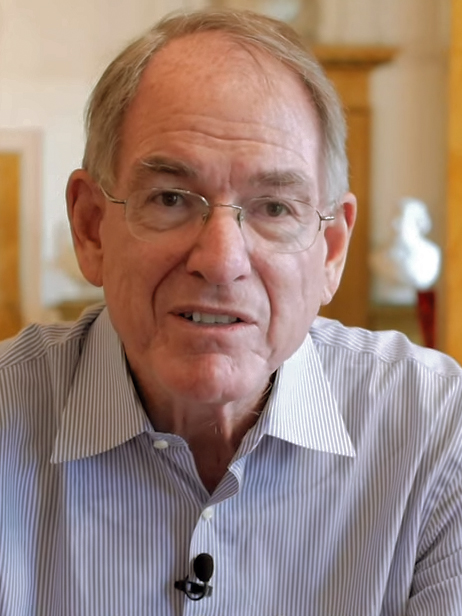
Samuel Bowles

Samuel S. Bowles (* 1939) ist ein US-amerikanischer Ökonom. Er ist Forschungsprofessor am Santa Fe Institute (SFI).

## Leben
Bowles studierte an der Yale University (B.A., 1960) und erhielt 1965 einen Ph.D. von der Harvard University in Wirtschaftswissenschaften. Von 1965 bis 1974 war er Professor für Wirtschaftswissenschaften in Harvard. Von 1974 bis 2002 war er Professor an der University of Massachusetts Amherst, wo er derzeit Professor Emeritus ist. Von 2002 bis 2010 war er Professor an der Universität Siena. Seit 2000 ist er zudem Direktor des Programms für Verhaltensforschung am Santa Fe Institute.

## Arbeit
Bowles beschäftigt sich zum einen mit der Koevolution von Präferenzen, Institutionen und Verhalten, mit Schwerpunkt auf der Modellierung und empirischen Untersuchung kultureller Evolution, der Bedeutung und Evolution kooperativer Motive für die Erklärung von Verhalten, sowie die Anwendung auf Politikfragen wie geistige Eigentumsrechte, Bildung oder staatliche Umverteilung.
Sein zweites Forschungsgebiet ist soziale Ungleichheit mit Schwerpunkt auf dem Zusammenhang zu unvollständigen Verträgen und ökonomischen Transaktionen in Unternehmen, Märkten, Familien und Gemeinden. Hierzu gehört die Erforschung des Gebrauchs und Missbrauchs im wettbewerblichen Handel, die Vererbung von Ungleichheit, Ungleichheit als Quelle von Ineffizienz, die langfristige Evolution hierarchischer Institutionen und Übergänge zwischen egalitären und ungleichen institutionellen Strukturen, sowie das Verhältnis zwischen Globalisierung und Umverteilung.
Gemeinsam mit anderen Ökonomen und Wissenschaftlern aus dem Umfeld der Pluralen Ökonomik entwickelt Bowles das Curriculum Open-access Resources for Economics (CORE), eine kostenfreie Sammlung offener ökonomischer Lehrbücher samt ergänzender MOOCs und Glossare, das an Universitäten weltweit Verwendung findet.
Seit 2022 zählt der Medienkonzern Clarivate ihn aufgrund der Zahl der Zitationen zu den Favoriten auf einen Nobelpreis (Clarivate Citation Laureates).

## Ehrungen
- 2006: Leontief-Preis[5]
- 2019: Mitglied der American Academy of Arts and Sciences

## Werke (Auswahl)
- A Cooperative Species: Human Reciprocity and Its Evolution (mit Herbert Gintis). Princeton University Press, 2011. ISBN 0691151253.
- Microeconomics: Behavior, Institutions, & Evolution: Behavior, Institutions, and Evolution. Princeton University Press, 2003. ISBN 0691091633.
- Moral Sentiments and Material Interests: The Foundations of Cooperation in Economic Life: The Foundation of Cooperation in Economic Life (Hg., mit Herbert Gintis, Ernst Fehr). The MIT Press, 2005. ISBN 9780262072526.
- Unequal Chances: Family Background and Economic Success. Princeton University Press, 2005. ISBN 9780691119304.